# 다모
다모(茶母)는 조선시대 관아에서 차를 끓이고 대접하는 일을 하던 여자 관비(官婢)를 지칭하는 말이다. 조선 후기에는 각 관아의 성격에 맞게 차를 끓이는 일 외의 일도 담당하였다. 그 예로 포도청에 소속되에 여성 범죄를 담당했다는 기록이 있다.

## 관련 기록
조선왕조실록
- 의녀 중에서 월시험에서 3번 낙방하는 자는 다모가 되었다가, 다시 시험에 통과해야 본래의 자리인 의녀의 일을 할 수 있었다.

| “ | 의녀(醫女)는 혜민국 제조(惠民局提調)가 매월 독서한 것과 일찍이 독서한 바를 강(講)하여 통(通)하고 불통(不通)한 것을 치부하고, 매월 획수가 많은 자 3인을 일일이 베껴 써서 계문(啓聞)하여 월료(月料)로 주되, 그 중에 3번 불통한 자는 혜민국 다모(惠民局茶母)로 정하였다가 3략(略) 이상을 채우면 본임(本任)에 환허하소서.”하니, 그대로 따랐다. | ” |
|   | — 조선왕조실록홈페이지, 세조실록 |   |

| “ | 의녀(醫女)의 고강(考講)은 획(畫)이 많은 3인에게 급료(給料)1265) 하고 3삭(朔) 이내에 세 번 불통(不通)한 자는 혜민서(惠民署)의 다모(茶母)1266) 로 정체(定體)하게 하소서. | ” |
|   | — 조선왕조실록홈페이지, 성종실록 |   |

- 조선 후기에 다모가 포도청 등에 소속되어 여성 범죄를 담당하기도 하였다.

| “ | 윤보명이 조시경을 향하여 말하기를, “네가 어찌 포도청 앞길에서 나를 부르지 아니하였던가? 네가 입자(笠子)를 생포로 싼다는 말을 나에게 물은 다음 나를 이끌고 포도청의 다모간(茶母間)10667)으로 가서 오 판서가 장 대장(張大將)의 안부와 희빈이 상복을 입을지의 여부를 알고자 한다는 말을 네가 먼저 물으며 나에게 언급하기에...(생략) | ” |
|   | — 조선왕조실록홈페이지, 숙종실록 |   |

## 다모가 등장하는 드라마
- 2003년 MBC《다모》: 포도청 다모 장채옥/장재희(하지원)
- 2007년 MBC《이산》: 도화서 다모 성송연(한지민)
- 2007년 MBC《조선 과학수사대 별순검》: 별순검 다모 여진(박효주)
- 2016년 MBC《옥중화》: 전옥서 다모 옥녀(진세연)
- 2019년 SBS《해치》: 사헌부 다모 천여지(고아라)